# Jörg Ludewig
Jörg Ludewig (Halle, Rin del Nord-Westfàlia, 9 de setembre de 1975) és un ciclista alemany, que fou professional entre el 1997 i el 2007.

## Palmarès
- 1999
  - Vencedor d'una etapa al Tour de l'Avenir
  - Vencedor d'una etapa a la Cursa de la Solidaritat Olímpica
- 2001
  - Vencedor d'una etapa a la Volta a Baviera
- 2007
  - Vencedor d'una etapa a la Volta al llac Qinghai

### Resultats al Tour de França
- 2003. 38è de la classificació general
- 2004. 55è de la classificació general
- 2005. 38è de la classificació general

### Resultats al Giro d'Itàlia
- 2006. 51è de la classificació general

### Resultats a la Volta a Espanya
- 2000. Abandona
- 2001. 85è de la classificació general